# آتش می‌بینم
«آتش می‌بینم» تک‌آهنگی از هنرمند اهل بریتانیا اد شیرن است که در ۵ نوامبر ۲۰۱۳ منتشر شد و بخشی از ترانه متن فیلم هابیت: برهوت اسماگ بود.
این تک‌آهنگ در چارت‌های نروژ، سوئد، نیوزلند، در رتبه اول و در چارت‌های ایرلند، دانمارک، لهستان، فنلاند، سوئیس، اتریش، فلاندرز جزو ده ترانه اول قرار گرفت.